# لارس جنسن (دراج)
لارس جنسن هو دراج دنماركي، ولد في 3 مارس 1964 في إقليم ميديولند في الدنمارك.

## وصلات خارجية
- لارس جنسن على موقع أرشيف الدراجات (الإنجليزية)
- لارس جنسن على موقع إحصائيات الدراجات الإحترافية (الإنجليزية)
- لارس جنسن على موقع أوليمبيديا (الإنجليزية)